# Soziodynamik
Soziodynamik (auch Sozialdynamik, soziale Dynamik oder sozialer Wandel) bezeichnet Fähigkeit und Art der Reaktion von sozialen Systemen, etwa Gemeinschaften oder Gesellschaften, auf innere und äußere Veränderungen. Über längere Zeiträume spricht man auch von historischer Dynamik. Manche Autoren stellen Gesetze für die soziale Dynamik auf. Nach Auguste Comte ist die soziale Statik als Inbegriff aller gesellschaftlichen Ordnungsfaktoren (Religion, Familie, Hierarchie) als Gegenbegriff zur sozialen Dynamik zu verstehen.